# Sacristán (dulce)
El sacristán es un dulce con forma de lazo, típico de algunos pueblos de Cantabria como Liérganes o Ruente. En el municipio de Ruente este dulce se prepara utilizando de la nata de la leche, harina de trigo y azúcar, mientras que en Liérganes se trata de un hojaldre elaborado con mantequilla, sal y azúcar.

## Preparación

### Sacristanes de Ruente

#### Ingredientes
Los sacristanes de Ruente se elaboran con la nata superficial de la leche, harina de trigo y azúcar.

#### Elaboración
El proceso de elaboración comienza mezclando las natas frías en un recipiente con la ayuda de una cuchara de madera. Posteriormente, se agrega la harina gradualmente hasta obtener una masa que pueda ser trabajada con las manos, la cual debe dejar la mano engrasada pero no adherirse a ella. Mientras tanto, se prepara un plato con una generosa cantidad de azúcar y se precalienta el horno a una temperatura entre 180-200º.
Una vez que la masa está lista, se toman pequeñas porciones y se les da forma de cilindro con las manos. Estas porciones se colocan sobre el azúcar y se aplastan hasta conseguir una forma elíptica con un grosor de unos pocos milímetros, quedando cubiertas de azúcar en ambas caras. En este punto, se pliegan las porciones de masa formando un ángulo de 90 grados, lo que le otorga al sacristán su característica forma de lazo.
Finalmente, los Sacristanes se hornean durante unos minutos hasta que estén dorados y crujientes. Una vez listos, se dejan enfriar antes de servir.